# 佐埃·克莱桑斯
佐埃·克莱桑斯（法語：Zoé Claessens，2001年4月28日—），瑞士女子自行车运动员，2022年世界小轮车竞速锦标赛女子精英组银牌得主、2024年世界小轮车竞速锦标赛女子精英组银牌得主、2024年夏季奥林匹克运动会女子小轮车竞速铜牌得主。